# Ultimatumul lui Bourne (film)
Ultimatumul lui Bourne (titlu original: The Bourne Ultimatum) este un film american din 2007 regizat de Paul Greengrass. Este vag bazat pe  romanul omonim scris de Robert Ludlum. Rolurile principale au fost interpretate de actorii Matt Damon ca Bourneși Julia Stiles ca Nicolette Parsons.
Ultimatumul lui Bourne este al treilea film din seria de filme Bourne, fiind precedat de The Bourne Identity (2002) și The Bourne Supremacy (2004). Al patrulea film, The Bourne Legacy, a fost lansat în august 2012, fără Matt Damon, iar al cincilea film (o continuare directă a 'Ultimatumului lui Bourne), Jason Bourne, a fost lansată în iulie 2016.

## Distribuție
- Matt Damon - Jason Bourne/David Webb
- Julia Stiles - Nicolette "Nicky" Parsons
- David Strathairn - Noah Vosen
- Scott Glenn - Ezra Kramer, Director CIA.
- Paddy Considine - Simon Ross, reporter The Guardian
- Édgar Ramírez - Paz,  asasin Blackbriar.
- Albert Finney - Dr. Albert Hirsch, psiholog
- Joan Allen - Pamela "Pam" Landy,
- Daniel Brühl - Martin Kreutz, fratele Mariei